# Люк Пейшенс
Люк Пейшенс  (англ. Luke Patience, 4 серпня 1986) — британський яхтсмен, олімпієць.

## Виступи на Олімпіадах
| Олімпіада   | Дисципліна | Місце |
| ----------- | ---------- | ----- |
| Лондон 2012 | Клас 470   | 2     |